# Cagliostro (opera)
Cagliostro è un'opera di Ildebrando Pizzetti su libretto proprio. Fu rappresentata per la prima volta in occasione di una trasmissione radiofonica dall'auditorium della RAI di Milano il 5 novembre 1952. La prima rappresentazione in forma scenica si svolse al Teatro alla Scala di Milano il 24 gennaio 1953.
 La prima della Scala ebbe esito incerto, con una parte del pubblico che assunse un atteggiamento «ostentatamente indifferente» e l'altra che applaudiva.
Per questo lavoro, che descrive alcuni episodi della vita del celebre avventuriero, Pizzetti cercò di realizzare una musica che creasse «la magia di un'atmosfera allucinante».

## Interpreti della prima rappresentazione
| Personaggio          | Interprete (1952)                                 |
| -------------------- | ------------------------------------------------- |
| Cagliostro           | Mirto Picchi                                      |
| Serafina             | Clara Petrella                                    |
| Il barone Flachsland | Scipio Colombo                                    |
| La contessa la Motte | Angela Vercelli                                   |
| La marchesa la Salle | Ebe Ticozzi                                       |
| Il cardinale Rohan   | Augusto Beuf                                      |
| De Brugnières        | Dario Caselli                                     |
| L'avvocato Thilorier | Filippo Maero                                     |
| Il governatore       | Enrico Campi                                      |
| Armando              | Giuseppe Zampieri                                 |
| Rosalia              | Ornella Profeta                                   |
| Lavater              | Mariano Caruso                                    |
| Felicita             | Vittoria Palombini                                |
| Sarasin              | Paolo Pedani                                      |
| Un medico            | Paolo Montarsolo                                  |
| Padre Matteo         | Giuseppe Modesti                                  |
| Padre Bussi          | Marco Stefanoni                                   |
| Una dama             | Rosanna Papagni                                   |
| Una popolana         | Amalia Bertola                                    |
| Due carcerieri       | Eraldo Coda Angelo Mercuriali                     |
| Due gentiluomini     | Luciano Della Pergola Carlo Forti                 |
| Una sentinella       | Erminio Benatti                                   |
| Domestici            | Aristide Baracchi Attilio Barbesi Mario Tommasini |

Per la rappresentazione alla Scala del 1953, con il medesimo cast, il direttore fu Antonino Votto, il regista Mario Frigerio e lo scenografo Nicola Benois.

## Trama
L'opera dapprima mostra Cagliostro, il cui vero nome è Giuseppe Balsamo, a Palermo nel 1762. Egli è ricercato per truffa dalle autorità cittadine e deve darsi alla fuga salutando la madre e la sorella. Parte con fare da granduomo, sostenendo di avere poteri occulti e dicendo che va incontro alla gloria.
L'azione si trasferisce poi a Strasburgo nel 1780. Qui il protagonista si è proclamato conte di Cagliostro e vive con la sposa Lorenza, a sua volta divenuta contessa Serafina. Cagliostro si è attribuito il merito di guarigioni miracolose. Dapprima denunciato dalla medicina ufficiale, riesce, con l'aiuto di Serafina, a farsi accettare come vero medico e viene persino invitato alla corte parigina.
In seguito, a Parigi nel 1786, Cagliostro viene accusato di avere rubato una preziosa collana alla regina, ma viene assolto. Si svolge poi un rito massonico, durante il quale Cagliostro predice le tragiche conseguenze della rivoluzione francese ormai prossima a scoppiare, facendo fuggire terrorizzati i nobili presenti.
L'epilogo dell'opera a Roma nel 1793. Cagliostro, espulso da Parigi, è caduto in disgrazia ed è stato condannato all'ergastolo per eresia e magia. Muore farneticando nella sua cella dopo essersi ubriacato.